# 伊藤庄平
伊藤 庄平（いとう しょうへい、1943年8月10日 - ）は、日本の労働官僚。労働事務次官を最後に退官し、厚生労働省顧問や労働者健康福祉機構理事長を務めた。クリスチャン。

## 人物
福島県の建設業者の家に生まれる。福島県立安積高等学校を経て、一橋大学法学部卒業後、労働省入省。労働省同期には、長勢甚遠元法務大臣や、太田芳枝労働省初代女性局長らがいる。
労働事務次官や厚生労働省顧問等を歴任。また郷里の郡山市の経済人会会員も務めた。退官後は労働者健康福祉機構理事長を務めていたが、在任9年を迎え、長妻昭厚生労働大臣から理事長任期8年のルールに従い退任することを求められ退任。官僚の天下りに反発する世論が高まる中、後任の理事長には厚生労働省出身者ではなく公募により東京大学医学部附属病院副院長・教授の名川弘一が就任した。
2003年の国民生活白書は若年層でフリーターが急増したことを指摘、問題視したが、伊藤は、2000年の段階で、既に「今後は若年者の雇用対策が焦点になる」との認識を示していた。

## 経歴
- 1943年 - 福島県安積郡富久山町（現郡山市富久山町）出身
- 1962年 - 福島県立安積高等学校卒業
- 1966年 - 一橋大学法学部（市原昌三郎ゼミナール）卒業、労働省入省
- 1988年 - 労働省職業安定局庶務課長
- 1989年 - 労働省職業安定局雇用政策課長
- 1990年 - 労働大臣官房総務課長
- 1992年 - 労働省賃金時間部長
- 1993年 - 労働大臣官房審議官
- 1994年 - 労働大臣官房長
- 1995年 - 労働省職業能力開発局長
- 1996年 - 労働省労働基準局長
- 1999年 - 労働事務次官
- 2001年 - 厚生労働省顧問
- 2002年 - 労働福祉事業団理事長
- 2004年 - 独立行政法人労働者健康福祉機構理事長、財団法人国際技能・技術振興財団理事長
- 2008年 - 独立行政法人労働者健康福祉機構理事長 再任
- 2010年 - 同 退任、公益財団法人国際人材育成機構顧問・特任アドバイザー、外国人技能実習生受入れ団体中央連絡協議会会長
- 2012年 - 全国柔整鍼灸協同組合会長
- 2014年 - 一般財団法人国際技能・技術振興財団理事長[5]
- 2016年 - 福島県県外在住功労者[6]
- 2017年4月 - 瑞宝重光章受章
- 2021年12月 - 一般社団法人未来構想会議理事[7]
  - 公益財団法人大原記念労働科学研究所理事[8]、全国仮設安全事業協同組合特別顧問[9]、財団法人労働科学研究所理事、財団法人女性労働協会評議員、経済産業省産炭地域振興審議会委員、社団法人先端技術産業戦略推進機構理事・雇用・能力開発部会部会長なども務めた。

## 著作

### 単著
- 『改正労働基準法』労務行政研究所, 1999.3
- 『変化への対応を図る職業能力開発の実現を目指して』労務行政研究所, 1999.3

### 論文
- 「建設労働者の雇用関係の改善と福祉の増進--建設労働者の雇用の改善等に関する法律(51.5.27公布、法律第33号) 」時の法令 (通号 962) [1977.04.13]

他多数。